# Brug 804
Brug 804 is een bouwkundig kunstwerk in Amsterdam-Zuid.
De brug die over een ondergrondse duiker ligt, ligt in de Buitenveldertselaan over een afwateringstocht. De brug stamt uit 1961 is in het rijdek nauwelijks herkenbaar als brug. Dit komt mede omdat ze in de lengte dus alleen over de duiker ligt, terwijl ze ruim 62 meter breed is. Al het verkeer dat over de brug gaat is gescheiden. Er zijn voetpaden (2 × ruim 5 meter), fietspaden (2 × 3,6 m), rijweg 2 × 7,5 m) en een scheiding (2 × 2,7 m) waarin de trambaan ligt. Het object is van gewapend beton. De landhoofden zijn bekleed met breuksteen van basalt en volkaniet. Opvallend is dat de brugleuning aan de westelijke zijde doorloopt langs het water van de afwateringstocht, die ten westen van de Buitenvelderstelaan een hoek van 90 graden maakt en even parallel loopt met die laan. 
De brug is een ontwerp van Dirk Sterenberg van de Dienst der Publieke Werken die meer dan 170 bruggen voor Amsterdam zou ontwerpen. De eerder genoemde leuningen vertonen gelijkenis met de bruggen die Sterenberg ontwierp voor de Cornelis Lelylaan in Amsterdam-West. Op 22 september 1961 ging de eerste houten heipaal de grond in; in april 1962 was de duiker klaar.

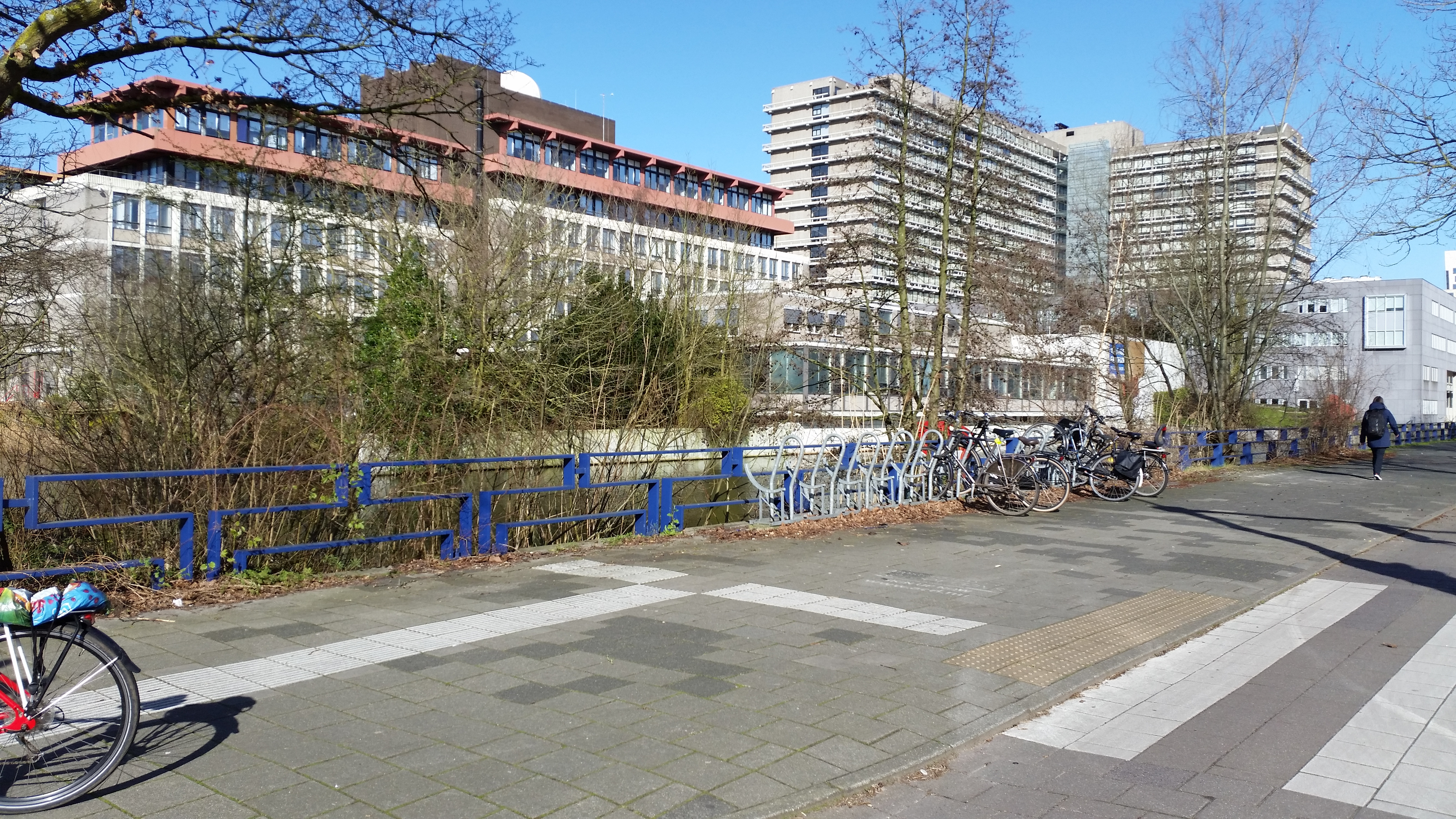
Westelijke leuning met op de achtergrond de VU-campus (maart 2020)

<<< · 801 · 802 · 803 · 804 · 805 · 808 · 811 · 812 · 813 · 814 · 815 · 816 · 817 · 818 · 819 · 820 · 821 · 822 · 823 · 824 · 825 · 826 · 827 · 828 · 829 · 830 · 831 · 832 · 833 · 834 · 835 · 836 · 837 · 838 · 839 · 840 · 841 · 842 · 844 · 845 · 846 · 848 · 849 · 850 ·  854 · 856 · 857 · 858 · 859 · 860 · 863 · 864 · 865 · 866 · 867 · 868 · 869 · 870 · 871 · 872 · 873 · 875 · 876 · 877 · 889 · 890 · 891 · 892 · 893 · 895 · 896 · 897 · 898 · 899 · >>>
Brugnummers 800, 806, 807, 809, 810, 843 (gesloopt, Uilenstede, Amstelveen), 847 (Uilenstede, Amstelveen) , 851 (gesloopt, Dirk Sterenberg), 852 (gesloopt, Dirk Sterenberg), 853 (gesloopt, Dirk Sterenberg), 855, 861, 862, 874, 878, 879, 880, 881, 882, 883, 884, 885, 886, 887, 888, 894 zijn niet (meer) vergeven.